# USS Stout (DDG-55)
USS Stout (DDG-55) — П'ятий ескадрений міноносець КРО в першій серії Flight I типу «Арлі Берк». Збудований на корабельні Ingalls Shipbuilding, приписаний до морської станції Норфолк (Вірджинія), штат Вірджинія. Введений в експлуатацію 13 серпня 1994 року.
Есмінець «Стаут» отримав назву на честь контрадмірала Джеральда Ф. Стаута (1903—1987), командира військового корабля USS Claxton, який відзначився під час Другою світової війни. Тоді контрадмірал Стаут допоміг своєму бойовому загону затопити п'ять тяжкоозброєних кораблів противника і закріпитися на береговому плацдармі острова Бугенвіль.

## Бойова служба
З 24 березня по 10 червня 1999 року, під час операції «Союзна сила»(Бомбардування Югославії силами НАТО), брав участь у розгортані в Адріатичному морі загонів бойових кораблів США і НАТО.
14 липня 2009 року Stout прибув з дружнім візитом в грузинський порт Батумі.  Американський есмінець взяв участь 16-18 липня спільних навчаннях з катерами служби берегової охорони Грузії, які пройшли в акваторії портів Батумі і Поті.
З 19 березня по 31 березня 2011 року,  брав участь в операції «Одіссея. Світанок» — військової операція коаліційних сил проти режиму лідера Лівії Муаммара аль-Каддафі. 19 березня 2011 року, спільно з іншими кораблями ВМС США, есмінець здійснив запуски крилатих ракет Tomahawk по ППО Лівії 
30 серпня 2013 року  влада США прийняли рішення посилити угруповання кораблів ВМС в східній частині Середземного моря і направили туди есмінець "Стаут".                     Він стане п'ятим есмінцем ВМС США в цьому регіоні.
З 4 по 14 листопада 2013 року, в східній частині Середземного моря брав участь у щорічних навчаннях військово-морських сил Туреччини Doğu Akdeniz-2013 (Східне Середземномор'я-2013).
15 липня 2016 року, в складі авіаносної ударної групи на чолі з атомним авіаносцем "Ейзенхауер" був спрямована в Перську затоку на зміну аналогічної групи на чолі з авіаносцем "Гаррі Трумен", який по завершенні свого восьмимісячного походу на Близький Схід в середу повернувся на базу в Норфолку (штат Вірджинія).
1 березня 2020 року, у складі Авіаносної ударної групи ВМС США на чолі з атомним авіаносцем USS Eisenhower (CVN 69) ("Ейзенхауер"), пройшовши протоку Гібралтар, увійшов в Середземне море. За даними американських військових, угруповання направляється в район Перської затоки для зміни авіаносної ударної групи авіаносця USS Harry S. Truman (CVN 75) ("Гаррі Трумен"), яка в даний час несе чергування в районі затоки Омана. Однак до цього вона може на деякий час "затриматися" в Східному Середземномор'ї поблизу Сирії.